# Jack Conklin

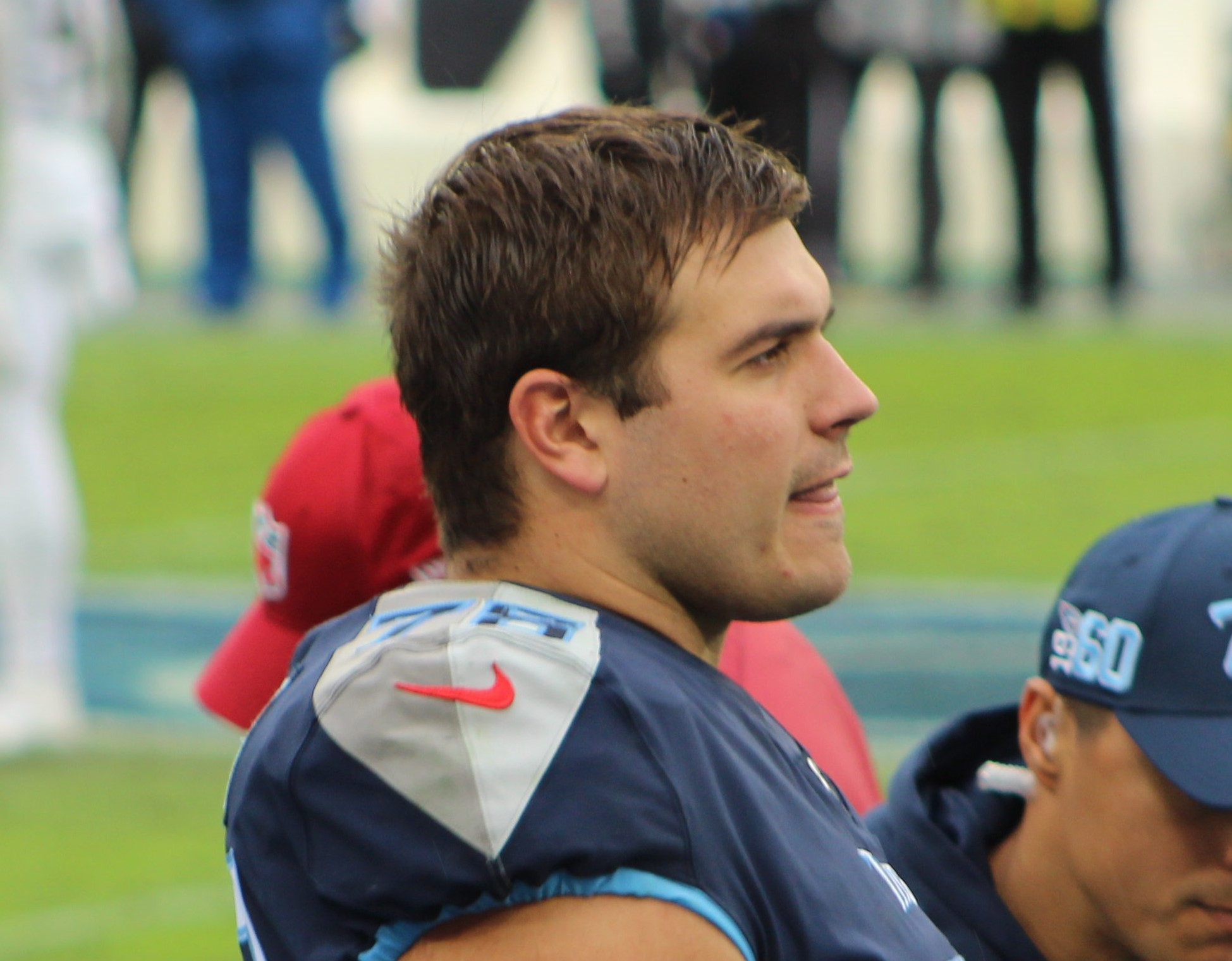
Conklin con los Titans en 2019.

Jonathan Jackson Conklin (nacido el 17 de agosto de 1994) es un jugador profesional estadounidense de fútbol americano que juega en la posición de offensive tackle y actualmente milita en los Cleveland Browns de la National Football League (NFL).

## Biografía
Conklin asistió a la preparatoria Plainwell High School en Plainwell, Míchigan, donde practicó fútbol americano y baloncesto. Al finalizar la preparatoria, no fue considerado por Rivals.com como un prospecto con potencial de ser reclutado a nivel universitario.
Sin embargo, asistió a la Universidad Estatal de Míchigan donde jugó con los Michigan State Spartans desde 2013 hasta 2015. Jugó 39 encuentros como offensive tackle y ganó reconocimientos como All-American y All-Big Ten. El 6 de enero de 2016, Conklin anunció que renunciaría a su último año universitario y se declaró elegible para el Draft de la NFL de 2016.

## Carrera profesional

### Tennessee Titans
Conklin fue seleccionado por los Tennessee Titans en la primera ronda (puesto 8) del Draft de la NFL de 2016. El 26 de mayo de 2016, Conklin firmó un contrato por cuatro años y $15,89 millones con $15,44 millones garantizados y un bono por firmar de $9,76 millones.
Fue titular en los 16 partidos durante su temporada de novato en 2016 y fue nombrado All-Pro del primer equipo. Conklin recibió una calificación general de 88.9 de Pro Football Focus, la quinta más alta entre todos los linieros ofensivos en 2016 y la más alta entre todos los linieros ofensivos novatos.
En 2017, Conklin comenzó los 16 juegos como tackle derecho y recibió una calificación general de 81.8 de Pro Football Focus. Su grado ocupó el puesto 12 entre todos los tackles ofensivos en 2017. El 13 de enero de 2018, Conklin se rompió el ligamento cruzado anterior durante una derrota por 35-14 ante los New England Patriots en la Ronda Divisional de la AFC. El 26 de enero de 2018, se informó que la cirugía de Conklin para reparar su ligamento cruzado anterior desgarrado se había completado con éxito.
Conklin se perdió los primeros tres juegos de la temporada 2018 para recuperarse de su lesión de ligamento cruzado anterior. Sin embargo, sufrió una lesión el 5 de noviembre de 2018, durante una victoria por 28-14 en la Semana 9 contra los Dallas Cowboys, por lo que entró en el protocolo de conmoción cerebral y regresó para el juego de la Semana 11 contra los Indianapolis Colts. Luego sufrió una lesión en la rodilla durante la Semana 14 contra los Jacksonville Jaguars y fue colocado en la reserva de lesionados cinco días después.
El 1 de mayo de 2019, los Titans rechazaron la opción de quinto año en el contrato de Conklin, convirtiéndolo en agente libre para el 2020. Inició los 16 juegos para los Titans en 2019, ayudando a Derrick Henry a ganar el título de yardas terrestres de la NFL.

### Cleveland Browns
El 20 de marzo de 2020, Conklin firmó un contrato por tres años y $42 millones con los Cleveland Browns. Fue colocado en la lista de reserva/COVID-19 del equipo el 18 de noviembre de 2020, y activado tres días después. Al final de la temporada, Conklin fue nombrado al equipo All-Pro junto con tres de sus compañeros: el defensive end Myles Garrett y los guardias Joel Bitonio y Wyatt Teller; también recibió una calificación general de 84.3 por Pro Football Focus, la mejor entre todos los tackles ofensivos derechos de la liga.
El 6 de noviembre de 2021, Conklin fue colocado en la lista de reservas lesionados por una lesión en el codo. Fue activado el 27 de noviembre, y al día siguiente contra los Baltimore Ravens, sufrió una lesión en la rodilla derecha que lo dejó fuera del juego. Al día siguiente, el 29 de noviembre, se reveló que Conklin se desgarró el tendón rotuliano y fue colocado en la reserva de lesionados hasta el final de la temporada.
El 23 de diciembre de 2022, Conklin firmó una extensión de contrato por cuatro años y $60 millones con los Browns hasta la temporada 2026. Ese año jugó 14 encuentros como titular, ayudando al corredor Nick Chubb a registrar 1525 yardas por tierra, la tercera mejor marca de la liga.
En la semana 1 de la temporada 2023, Conklin sufrió un desgarro del ligamento anterior cruzado y del ligamento colateral medial, por lo que fue colocado en la reserva de lesionados de fin de temporada el 12 de septiembre de 2023.